# エーメイ
エーメイ株式会社は、かつて大阪府大阪市阿倍野区相生通二丁目12番10号に本社を置いていた、主に医薬品・医療機器の卸売りを扱う企業であった。田辺製薬系医薬品卸。 現在は、「共創未来グループ」「株式会社葦の会」の一社「東邦薬品」である

## 概要
- 代表取締役社長　　片岡敬太郎
- 代表取締役副社長　掛見英夫
- 資本金　2億3,000万円
- 月商　25億円
- 従業員　340名

## 大株主
- 東邦薬品
- 田辺製薬
- 山之内製薬
- 片岡敬太郎
- 黒田耕平
- 東洋醸造
- 日本化薬
- 持田製薬
- 台糖ファイザー

## 沿革
- 1983年9月 大阪地区田辺製薬系医薬品卸業の大阪市の「栄一薬品」・「明和薬品」とを「エーメイ株式会社」と商号変更し田辺製薬第一特約店となる。
- 1996年4月1日 東邦薬品に吸収合併される。
  - 市岡・阿倍野・東大阪・寝屋川・柏原の5拠点を開設

## 主な取引メーカー
- 田辺製薬
- 東洋醸造
- 山之内製薬
- 日本化薬
- 持田製薬

## 営業所
- 営業本部・大阪府東大阪市新庄114-1
- 寝屋川営業所・大阪府寝屋川市石津元町14-25
- 豊中営業所・大阪府豊中市東泉ヶ丘2-4-1
- 阪南営業所・大阪府堺市新家町694-1
- 貝塚営業所・大阪府貝塚市沢1240-2